# 点燃屁
点燃屁（Pyroflatulence），或稱四冲程循环、點屁火、噴火龍，即点燃放屁时從腸道排出的可燃气体。产生的火焰通常是蓝色的，因此在英語中又有“蓝色天使”（blue angel）、“蓝色飞镖”（blue dart）、“蓝色火焰”（blue flame）等俗称。但大肠中气体混合物的组成並不固定，故点燃屁时也有可能产生其他颜色（如橙色和黄色）的火焰。
研究放屁歷史的美國作家吉姆·道森於1999年指出，点燃屁作為一種搞怪行为，在过去几十年间的年轻一代蔚為流行，但此舉可能致人受伤而常被劝阻。点燃屁的实验通常在野营旅行中，或是树屋、宿舍等同性集体寓所里进行。随着在线視频共享功能問世，YouTube等网站上已有数百个自制的相关视频，视频中點燃屁的人主要是青少年。社會心理學家马克·理查德·利里在《自我的诅咒：自我意识、自我主义和人类生活品質》（英語：The Curse of the Self: Self-Awareness, Egotism, and the Quality of Human Life）一书中认为，点燃屁之类“愚蠢的特技”是一种给他人留下深刻印象的方式，同时也是一种融入群体的手段，而这种不经思考的鲁莽行为是很多不愉快的起因。
虽然屁的燃烧特性在學術上很少被討論，但关于点燃屁的轶事相當多，这一行为也经由漫画、电影、电视、卡通等媒介的传播，逐渐渗进大众文化中。尼爾·斯萊文在為美國音樂家弗兰克·扎帕作的傳記中，提及扎帕称点燃屁为“具有男子气概的放屁艺术”。美國音乐家肯尼·威廉斯則曾說点燃屁正是“压缩、点火、燃烧和排气”的體現。
此外，医疗上也有手术过程中以激光意外点燃肠内氣体屁，导致患者受伤的记录。

## 化学原理
屁是甲烷等气体的混合物，组成因人而异。甲烷在氧气中燃烧形成水和二氧化碳，通常会产生蓝色火焰（ΔHc = -891 kJ/mol）。化学方程式如下：
CH
4(g) + 2 O
2(g) → CO
2(g) + 2 H
2O(g)
屁中含有的硫化氢同样为可燃物（ΔHc = -518 kJ/mol），其燃烧的化学方程式为：
2 H
2S(g) + 3 O
2(g) → 2 SO
2(g) + 2 H
2O(g)

### 气体生成
人类和其他哺乳动物大肠内有大量的共生细菌，這些細菌在分解食物的過程中會產生副产物——甲烷和氢气，構成屁的一部分。當空氣被吞入腹中，氧气、氮气等氣體也會成為屁的成分。此外，胃酸中的盐酸与胰液或膽汁中的碳酸氢钠發生酸鹼中和，則會生成屁中的二氧化碳。
屁的气味是硫化氢、粪臭素、吲哚、挥发性胺和细菌产生的短链脂肪酸引起的。这些物质在空气中的浓度即使低至亿分之一，也可被嗅觉神经元偵測到，其中较易被嗅探者如硫化氢甚至可以于空气中浓度仅为十亿分之0.5时被嗅出。